# Османлъспор ФК
„Анкараспор“ е футболен клуб от Анкара, столицата на Турция.
Състезава се в Турската Суперлига. Основан е през 1978 година. Домакинските си мачове играе на стадион „Османлъ“, с капацитет 19 626 зрители.
Освен футбол в спортния клуб на Анкараспор се развива бадминтон, баскетбол, бокс, хандбал, хокей на лед, джудо, борба и тенис на маса. С предишните години клубът е сменял имената си периодично „Анкара БС“, „Анкара ББ“ и „ББ Анкараспор“. През 2009 г. поради скандал, клубът е изхвърлен във Втора турска дивизия.
През 2014 година „Анкараспор“ е преименуван на „Османлъспор“.

## Участия в евротурнирите
| Сезон   | Турнир         | Кръг                       | Съперник                    | Домакин | Гост | Общ резултат |
| ------- | -------------- | -------------------------- | --------------------------- | ------- | ---- | ------------ |
| 2005    | Купа Интертото | Втори кръг                 | Дубница (Дубница-над-Вагом) | 0:4     | 1:0  | 1:4          |
| 2016/17 | Лига Европа    | Втори квалификационен кръг | Зимбру (Кишинев)            | 5:0     | 2:2  | 7:2          |
| 2016/17 | Лига Европа    | Трети квалификационен кръг | Нъме Калю                   |         |      |              |
| 2016/17 | Лига Европа    | Плей-офф                   |                             |         |      |              |
| 2016/17 | Лига Европа    | Група L                    |                             |         |      |              |
| 2016/17 | Лига Европа    |                            |                             |         |      |              |
| 2016/17 | Лига Европа    |                            |                             |         |      |              |
| 2016/17 | Лига Европа    | Шестнайсетинафинал         |                             |         |      |              |

## Успехи
- Суперлига Турция:
  - 5-о място: 2015/16

## Известни треньори
- Юрген Ребер